# Adem Sokolović
Adem Sokolović (1886. – 1958.), profesor u Državnoj srednjoj tehničkoj školi u Zagrebu, član zagrebačkoga Džematskog Medžlisa (1937. – 1945.) i član Upravnog odbora Zaklade za izgradnju džamije (1938. – 1945.). Surađivao s listom Doğu ve Batı gdje je prevodio s turskog na hrvatski i s hrvatskog na turski.